# Янукізми

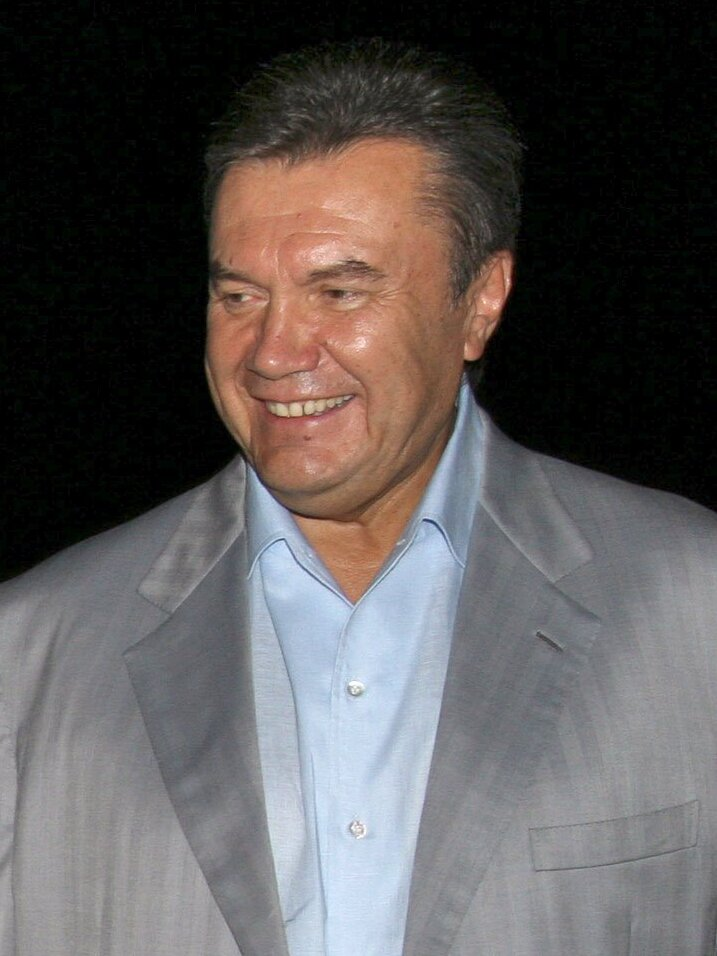
Віктор Янукович, червень 2006 року, в резиденції Бочаров Ручей

«Янукі́зми» — термін, яким жартівливо називають грубі мовні ляпсуси українських політиків та високопосадовців у публічних виступах чи письмових документах. Прототипом послужили висловлювання Віктора Януковича під час його перебування на посаді Прем'єр-міністра України і значною мірою під час його публічних виступів у виборчий період та під час президентства. Віктор Янукович також допускав обмовки за Фрейдом.

## Деякі приклади «янукізмів»
- «Проффесор»[2]
- «Прємьєр-міністр»[2]
- Анна Ахмєтова[3] (про поетесу Анну Ахматову)
- Гулак-Артьомовський[4]
- Письменник «Ісаак Бебель» (мається на увазі Бабель)[5]
- Завжди перемагає краса[6]
- Ми будемо сурмити в усі дзвони![7]
- Під час президентської виборчої кампанії 2004 року в одному зі своїх виступів Янукович заявив, що Свята гора Афон в Палестині[8][9][10] (вона в Греції).
- «Баранку от бублика они получат» (так прокоментував у 2007 р. вимоги щодо відставки міністра внутрішніх справ та генерального прокурора)[11]
- Янукович назвав львів'ян «кращим геноцидом країни»[12] (маючи на увазі генофонд).
- Демілітація[13] (про делімітацію)
- Йолка (про новорічну ялинку)[14]
- Welcome in Ukraine[15]
- Це було би смішно, якби не було так «більно»![16]
- Ми на самому початку з Дмитром Анатолійовичем домовилися, що не будемо говорити про погане, а краще зробимо[17].
- «Цей слага́н увікни…уві…увікн…увікни…вікніть для себе Україну — це слага́н промо-кампанії нашої держави до Євро-2012. Для того, щоб умікнути Україну…»[18].
- «Будьте щасливі як терикони!» — на весіллі Янукович побажав молодятам: «Будьте щасливі, як море Монако, як терикони Донбасу»[19].
- «Балкантавра» — насправді він хотів сказати про бразильський космодром «Алкантара»[20].
- 23 вересня 2010 року, відповідаючи на запитання членів Атлантичної Ради США в Нью-Йорку, сказав: «В Україні розмовляють не тільки українською і російською мовами. Розмовляють угорською, румунською, болгарською, грецькою, єврейською тощо…»[21].
- «Програми свободи слова». В інтерв'ю Українській службі Бі-Бі-Сі Янукович сказав: «Я кажу, скажіть, які саме: чи скоротилася будь-яка програма свободи слова в Україні — ні, не скоротилася. Всі канали як показували програми свободи слова, так і показують»[22].
- «Ховатися від відповідальності за ґратами». 11 квітня 2011 року на прес-конференції у Львові Янукович сказав: «Я не за те, щоб ми, умовно кажучи, кидали когось за ґрати, там, де будуть ховатися і тікати від відповідальності. Безумовно, ми їх знайдемо, але вони повинні повернути державні кошти»[23].
- «А Мишка слушает, да ест»[24].
- Грітися у кривавому багатті — виступаючи на столичному Майдані Незалежності на урочистостях з нагоди 66-ї річниці Перемоги Янукович наголосив, що держава дасть гідну відсіч усім, хто прагне «погрітися у кривавому багатті»[25].
- Мови Українського народу — 30 вересня 2010 року Янукович видав Указ, в якому він пише про «виховання у молодого покоління любові до мов Українського народу, забезпечення їх всебічного розвитку»[26].
- Національна ідея — не шльопати язиком — 11 листопада 2011 року, на нараді з питань соціально-економічного розвитку Івано-Франківської області Янукович заявив, що «національна ідея — любити свою батьківщину, державу, землю, працювати, а не шльопати язиком»[27].
- Приставити ноги — говорячи про Голосіївський парк, Янукович сказав: "Парк має стати екологічною візиткою Києва, але, як то кажуть «ноги цьому не приставили»[28].
- 2 жовтня 2011 року на розширеному засіданні уряду Янукович переплутав Північну Америку з Південною: «Я був у Північній Америці — там зберігається зростання» (перед тим Янукович здійснив візити в Бразилію (Південна Америка), де 2010 року економічне зростання склало 7,5 %, а також на острів Кубу, де спостерігається економічна стагнація)[29].
- «Люди втратили страх і совість. Хто це організовує?»[30]
- Виступаючи на презентації Стратегії розвитку Києва Янукович сказав: «Дуже чудово, що депутатський корпус, який є, так би мовити, політичною складовою, присутньою при роботі Київради, має величезне значення»[31] (насправді, депутатський корпус і є Київрадою).
- Янукович назвав Олімпіаду 2022 року «чемпіонатом світу» — на прес-конференції 8 липня 2011 року, відповідаючи на питання, чи претендуватиме Україна на те, щоб приймати зимову Олімпіаду 2022 року, Янукович сказав: «Що стосується перспективи чемпіонату світу 2022 року, проведення у Карпатах, це — наша ініціатива, ми провели величезну роботу з Міжнародним олімпійським комітетом»[32].
- 21 січня 2011 року в Давосі на Всесвітньому економічному форумі Янукович сказав: «Я мрію, що ми у фіналі зустрінемося з Польщею»[33], а вже 18 жовтня 2011 року під час українсько-російського економічного форуму в Донецьку він змінив мрію: «Ми говорили з Дмитром Анатолійовичем (Медведєвим — президентом Росії), що дуже добре було б, щоб ми зустрілися не на ранній стадії чемпіонату, а зустрілися пізніше, бажано у фіналі».
- Тягнути вперед прогрес[34]
- Щодо Митного союзу, я також відповідав на це питання неодноразово. Мене змушують про це говорити кожен день, цілодобово, не менше, ніж один раз на тиждень…[35]
- 24 лютого 2012 року під час виступу з приводу 80-річного ювілею Дніпропетровської області, Янукович назвав «Придніпров'я» «Придністров'ям»: «… це тільки початок великого шляху з відродження та розвитку Придністров'я і всієї України»[36].
- Забув, що буває за кордоном — у березні 2012 р., ведучи мову про складну економічну ситуацію на засіданні уряду, сказав: «І недарма я два роки не виїжджав за кордон, м'яко кажучи»[37].
- 23 березня 2012 року під час робочого візиту до Запорізької області Янукович сказав: «Медицина — це та галузь, яка повинна йти попереду, як дим від паровоза»[38] (під час візиту на Запоріжжя, 23.03.2012).
- У травні 2012 року, виступаючи з нагоди Дня Перемоги, неправильно розставив акценти й сказав таке: «Ви [ветерани] пройшли крізь пекло війни (пауза). З фашизмом до кінця виконували свій обов'язок перед батьківщиною»[39].
- 25 травня 2012 року під час засідання РНБО Янукович обмовився, переплутавши слова: «… Ми вважаємо взагалі, що територію нашої держави треба зробити небезпечною для життя наших громадян, а коли до нас поїдуть гості — тим паче»[40] (на засіданні РНБО 25.05.2012)
- 29 травня 2012 року під час саміту НАТО в Чикаго Янукович пообіцяв, «що президент України відвідає Україну» і посилить з ним співпрацю[41].
- 14 вересня 2012 року, виступаючи на спільній панелі з прем'єр-міністром Туреччини Реджепом Ердоганом в ході форуму «Ялтинська європейська стратегія» Янукович сказав, що «у стародавній Смирні — сучасному Ізмірі за однією з версій дослідників творив свою „Іліаду“ і „Одіссею“ Го́мер», зробивши наголос на першому складі у слові — «Го́мер». Також він повідомив, що «на теренах сучасної України побував і легендарний Геракл» (як відомо, Геракл є одним з давньогрецьких героїв міфів, існування якого ніколи ніким не було підтверджено)[42].
- У ході зустрічі з активом Одеської області 18 вересня 2012 року Янукович розповів про те, як він обігрує політиків: «…і навіть тих, які захоплюються самі собою або говорять, що вони політики високого національного рівня. Так. А насправді — як це називається — провінціали. Ми тут легко їх обігруємо. Раз, два — потрапляють до Києва, і ми тут з них робимо відбивну…» На репліку з зали: «І одеситів також?», — президент зауважив, що з одеситів не так вже й легко зробити відбивну[43].
- Під час спільної прес-конференції з президентом Польщі Броніславом Коморовським 20 вересня 2012 року Янукович, розповідаючи про відкриття меморіалу на честь загиблих поляків і українців у «Биківнянських могилах», не зміг вимовити слово «тоталітаризм»: «…це дуже важливий крок для пам'яті і шани загиблих, встановлення правди злочинів тота-тота-тоталіризму та гідного вшанування жертв… еее… його жертв»[44][45].
- 28 вересня 2012 року під час спілкування з пресою після візиту в США Янукович сказав, що «Президент Обама поцікавився, як ідуть поставки обладнання для лабораторій, які ми будуємо у Харкові, які будуть працювати на низькозбагачувальному Ірані»[46].
- У жовтні 2012 року на зустрічі з херсонськими журналістами обмовився, назвавши круасани «курасанами»[47].
- 16 жовтня 2012 року під час зустрічі з активом Луганської області припустився обмовки та сказав: «Але коли побачиш своїми руками, як кажуть, очима доторкнешся, за старою українською традицією. Це зовсім інше»[48].
- 23 жовтня 2012 року під час зустрічі з Володимиром Путіним Янукович припустився обмовки: «Будемо прагнути до скорочення політичного діалогу». Однак, після паузи виправив себе: «Ні, до збереження!»[49].
- 23 жовтня 2012 року, коментуючи майбутній матч «Шахтар» — «Челсі» (відбувся того ж дня), сказав, що це буде матч між Росією та Україною: «Янукович відзначив, що говорив про цей матч в понеділок зі своїм російським колегою Володимиром Путіним під час зустрічі в Москві. «Я сказав, що це буде матч Україна — Росія. Я думаю, „Шахтар“ переможе, і настрій дуже бойовий», — заявив Янукович[50].
- 25 жовтня 2012 року під час зустрічі з колективом заводу «Турбоатом» у Харкові Янукович тричі назвав підприємство Енергоатомом[51].
- 20 вересня 2013 року під час форуму «Ялтинська європейська стратегія» Віктор Янукович, представляючи Президента Литви Далю Грибаускайте назвав її «Далею Гріскауте»[52].